# Spigno Saturnia
Spigno Saturnia es una localidad italiana de la provincia de Latina, región de Lazio, con 2.963 habitantes.

## Evolución demográfica
| Gráfica de evolución demográfica de Spigno Saturnia entre 1861 y 2001 |
|                                                                       |
| Fuente ISTAT - elaboración gráfica de Wikipedia                       |